# World Soccer
World Soccer est un magazine de football de langue anglaise publié par Kelsey Media. Créé en 1960 il est le plus ancien magazine encore publié au Royaume-Uni. Depuis 1982, le magazine organise les World Soccer Awards.